# Гворецкий, Михал
Михал Гворецкий (словац. Michal Hvorecký; 29 декабря 1976 года, Братислава) — словацкий писатель и публицист.

## Биография
Учился по специальности "Эстетика" в Университете имени Константина Философа в Нитре. В 2000-2003 годы являлся одним из организаторов братиславского музыкального фестиваля Wilsonic. Живёт в Братиславе.

## Творчество
Переводы его книг вышли в Германии, Италии, Польше, Чехии и России. Регулярно пишет публицистические статьи для различных газет и журналов, таких как газета SME, а также для интернет-портала Salon. Получил несколько литературных премий и авторских стипендий: MuseumsQuartier в Вене, "Литературный коллоквиум" в Берлине, Гёте-института в Мюнхене, International Writng Program в США. Спектакль по его роману романа "Плюш" был поставлен в Пражском "Театре на перилах", братиславском театре "Арена" и Драматическом театре в Ганновере. 19 марта 2009 года в театре "Форум" в австрийском городке Швехат состоялась премьера его первой театральной пьесы "Словацкий институт. Одна комедия", написанной на немецком языке.

## Произведения

### Проза
- 1998 – Сильное чувство чистоты, сборник рассказов (ISBN 80-88897-79-3)
- 2001 – Охотники & собиратели, сборник рассказов (ISBN 80-88897-73-4)
- 2003 – Последний хит, роман (издательства "Бертельсманн"/"Икар")
- 2005 – Плюш, роман (Альберт Маренчин – издательство РТ)
- 2007 – Эскорт, роман (Альберт Маренчин - издательство РТ)
- 2008 – Письмо пастыря, фельетоны (Альберт Маренчин - издательство РТ)
- 2010 – Дунай в Америке, роман (Альберт Маренчин – издательство РТ)
- 2012 – Наум, роман-повесть (Альберт Маренчин – издательство РТ)
- 2013 - По памяти (Альберт Маренчин – издательство РТ)

### Переводы
- 2000 – Джек Вомак: Ambient

## Внешние ссылки
- Сайт Михала Гворецкого